# Circell

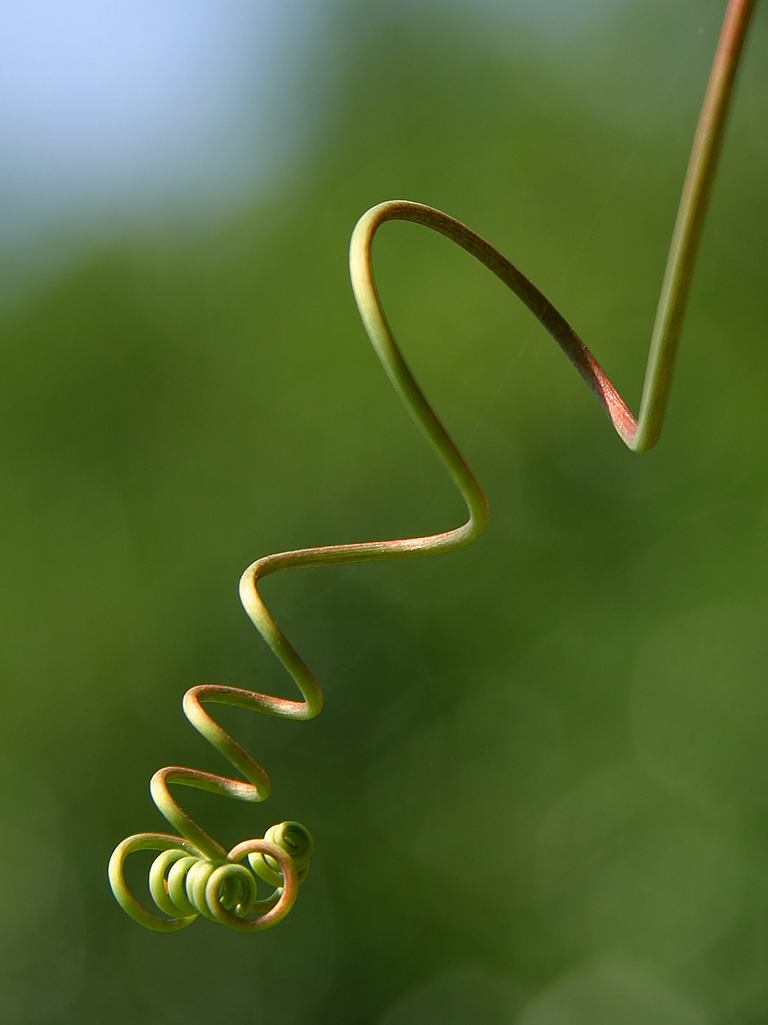
Circell.

Circell en botànica és un òrgan vegetal especialitzat amb aspecte de tija molt prima. Rep els noms populars de fils o banyes i els més rars cordills, arrapadors, creixents, verguerons, brotons, griolets, reganyols, ullets, rebotís, estenalles, etc.

## Descripció
El seu origen es troba en una modificació de la fulla o la tija.
Entre les plantes que presenten circells hi ha moltes lleguminoses com la veça, la guixonera i el pèsol a més d'altres llenyoses com la vinya, entre moltes d'altres.
En certs casos, com a les plantes del gènere Nepenthes, els circells ajuden a sostenir l'estructura de la tija creixent.

## Galeria

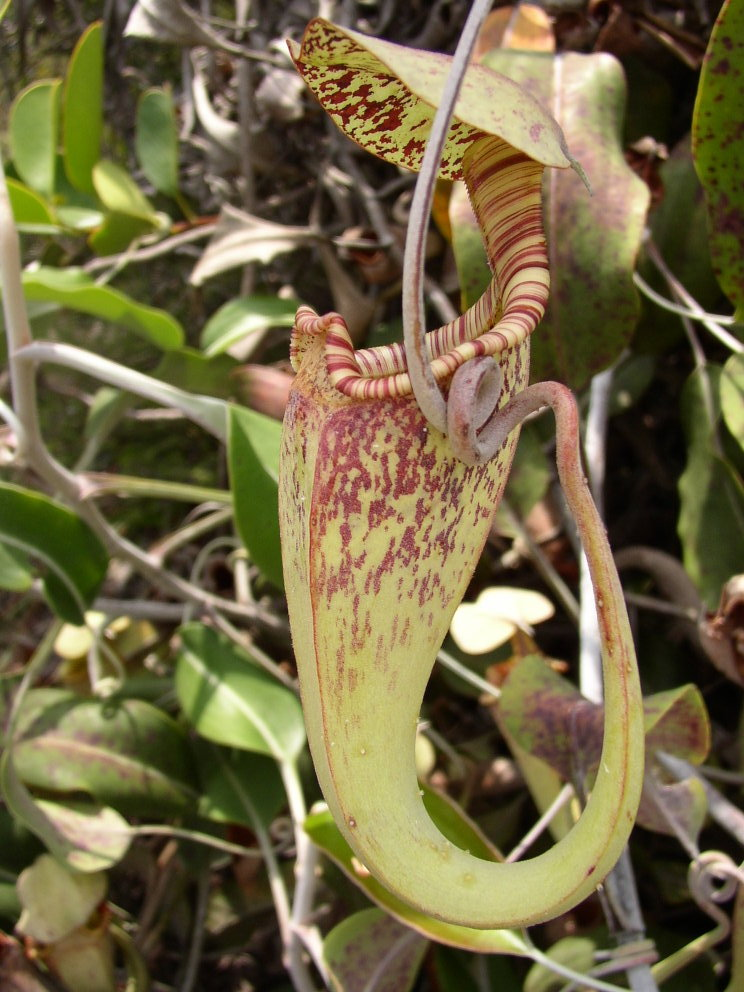
Circell de Nepenthes rafflesiana.
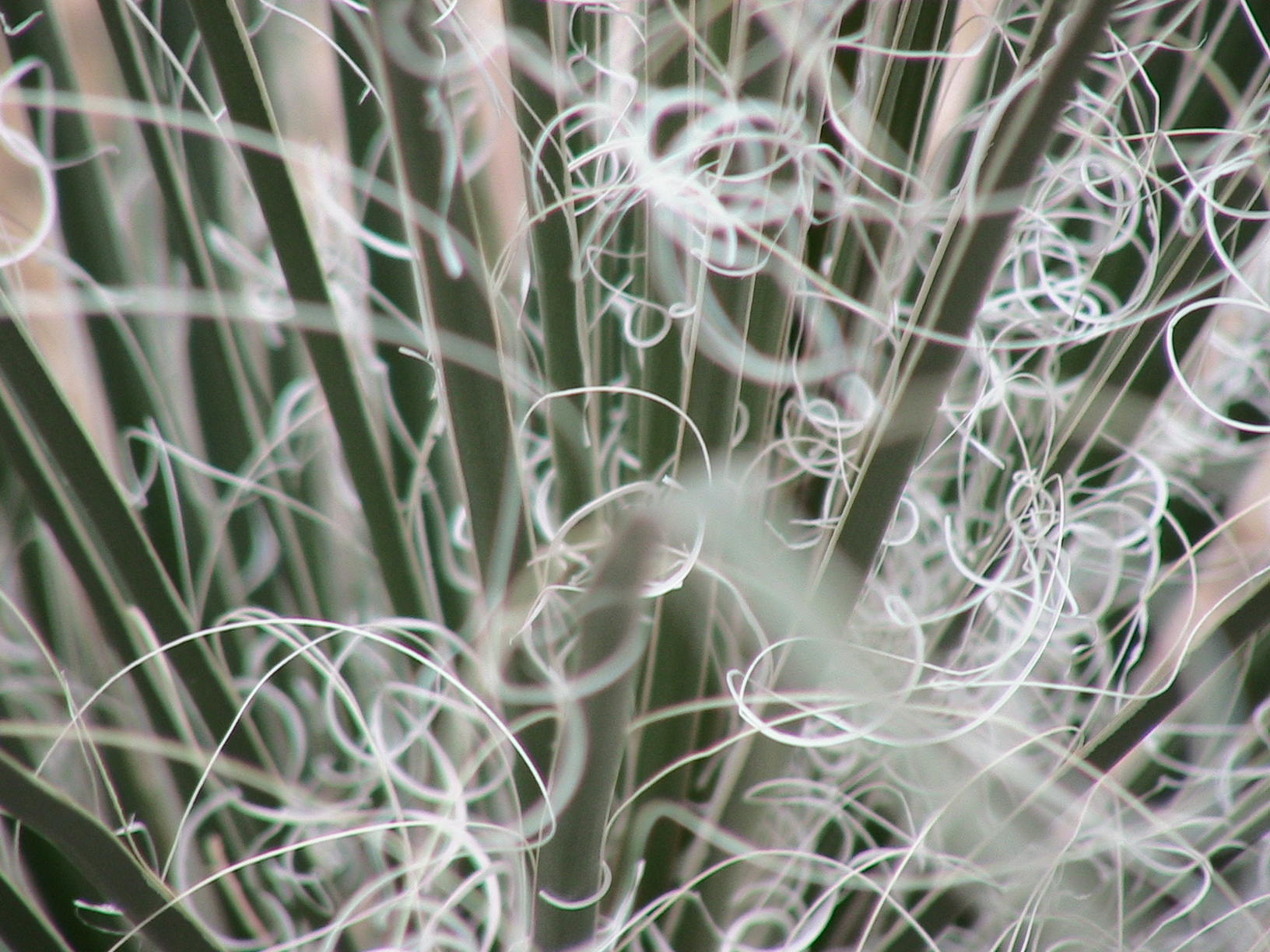
Circells d'una planta espinosa.
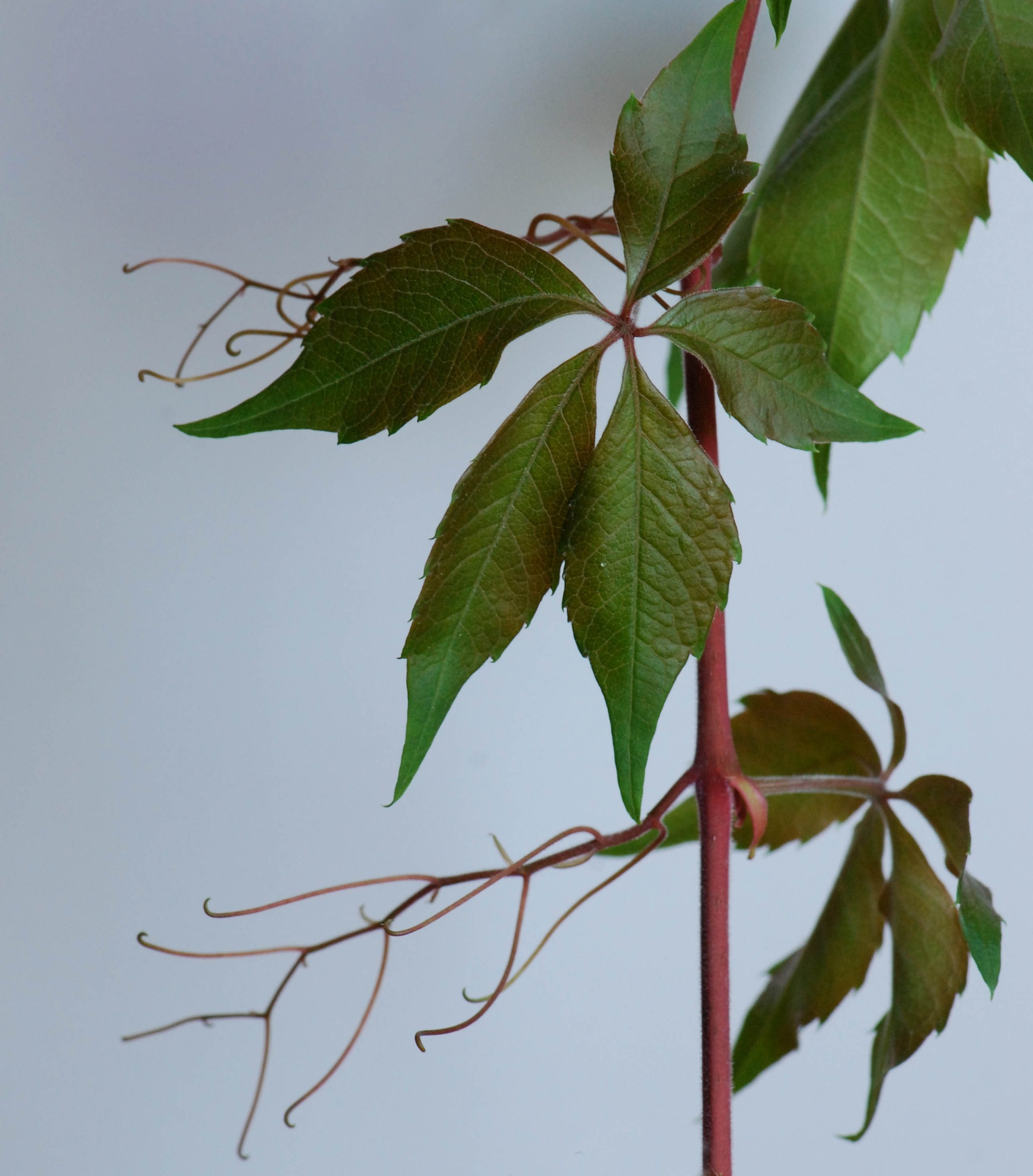
Circells adhesius de Parthenocissus quinquefolia